# TvN (kênh truyền hình châu Á)
TVN (Total Variety Network viết tắt là tvN;  trước đây gọi là Channel M) là một kênh truyền hình trả phí được quản lý bởi CJ E&M. Kênh truyền hình này cũng phát sóng nhiều bộ phim truyền hình Hàn Quốc từ các kênh truyền hình khác do CJ E&M điều hành(bao gồm kênh truyền hình Hàn Quốc cùng tên, Mnet, OCN và các kênh truyền hình khác), với một số chương trình gốc được thực hiện dành riêng cho phiên bản Đông Nam Á. Kênh truyền hình tại Philippines, được phân phối bởi Creative Programs của ABS-CBN Corporation.
Tại Việt Nam, chất lượng kênh dần có sự đi xuống do chiến lược phát triển sai lầm của công ty và đội ngũ biên tập, và từ 2 tháng 7 năm 2018, TVN (với tên gọi tvBlue) chính thức ngừng phát sóng.

## Lịch sử
Kênh được ra mắt vào ngày 26 tháng 10 năm 2009 với tên gọi TVN và sau đó được đổi tên thành Channel M vào ngày 23 tháng 11 năm 2012. Nhưng sau đó, nó được đổi tên trở lại TVN vào ngày 3 tháng 6 năm 2016.
Vào tháng 11 năm 2020, tvN ra mắt lần đầu tiên tại Châu Phi.